# Từ hóa dư tự nhiên
Từ hóa dư tự nhiên (viết tắt tiếng Anh là NRM, Natural remanent magnetization) là từ hóa vĩnh cửu của những khoáng vật từ tính có trong đá hay trầm tích ở tự nhiên. Nó là phần của hiện tượng vật lý Từ hóa dư xảy ra trong các quá trình địa chất.
Những khoáng vật từ tính này ghi lại lịch sử từ lúc hình thành đến nay, và khảo sát từ hóa dư tự nhiên tạo ra cơ sở cho hai môn quan trọng:
- Cổ địa từ (Paleomagnetism) nghiên cứu từ trường Trái Đất thời địa chất cổ.[1]
- Địa tầng từ tính (Magnetostratigraphy) phục vụ liên kết và định tuổi các tầng đất đá dựa theo từ hóa dư.

## Từ hóa dư trong tự nhiên
Quá trình tạo đá có phát sinh những khoáng vật từ tính như magnetit, ilmenit, và ở nhũng giai đoạn xác định thì những khoáng vật này chốt giữ từ trường Trái Đất.
Từ tính đó có thể duy trì thông tin đó qua hàng triệu năm. Sự chuyển động kiến tạo sau tạo đá thì gây những biến động ở từng phần lớp đá, tác động đến phân bố, hướng và cường độ từ dư của các khoáng vật.

### Từ hóa dư nhiệt
Từ hóa dư nhiệt (TRM, Thermoremanent magnetization) là trường hợp phổ biến nhất. Các khoáng vật oxit sắt-titan trong bazan và các loại đá núi lửa chốt lại hướng và cường độ của từ trường Trái Đất khi đá nguội qua nhiệt độ Curie của chúng. Hầu hết bazan và gabro kết tinh hoàn toàn ở trên 900 °C, còn nhiệt độ Curie của magnetit khoảng 580 °C.
Vì các xáo trộn có thể xảy ra sau khi đá nguội như phản ứng oxy hóa hay hoạt động kiến tạo, các định hướng theo từ trường Trái Đất không phải luôn luôn được ghi chép chính xác, và cũng không nhất thiết ghi chép được bảo tồn. Tuy nhiên, trong bazan của lớp vỏ đại dương chúng đã được bảo quản khá tốt, và là cơ sở quan trọng cho sự phát triển của lý thuyết Tách giãn đáy đại dương (Sea floor spreading) liên quan đến kiến tạo mảng.
TRM cũng có thể được ghi lại trong lò nung cổ như đốt lửa trong hang, luyện đồng sắt, gốm, hay vụ cháy. Nghiên cứu Từ hóa dư nhiệt trong các di vật khảo cổ được gọi là Định tuổi khảo cổ bằng từ tính (Archaeomagnetic dating).

### Từ hóa dư mảnh vụn
Từ hóa dư mảnh vụn (DRM, Detrital remanent magnetization) là trường hợp các mảnh vụn hạt từ tính trong trầm tích được định hướng theo từ trường Trái Đất trong hoặc ngay sau khi lắng đọng.
Quá trình phong hóa đá dẫn đến giải phóng các khoáng vật từ tính như ilmenit. Chúng trôi nổi rồi lắng trong các sa khoáng như đang có tại nhiều vùng bờ biển Việt Nam.
Định hướng xảy ra lúc lắng đọng gọi là Depositional DRM (dDRM), còn định hướng xảy ra sau lắng đọng gọi là Post-depositional DRM (pDRM).

### Từ hóa dư hóa học
Từ hóa dư hóa học (Chemical remanent magnetization, CRM) xảy ra trong quá trình biến chất hay phong hóa đá khi các phản ứng hóa học tạo ra khoáng vật từ tính, ghi lại hướng của từ trường Trái Đất tại thời kỳ hình thành của chúng.
Phổ biến nhất là sự hình thành hematit, một loại oxyt sắt, có thể tập trung và tạo ra mỏ sắt, hoặc phân tán như trong Đất đỏ (Redbeds) và các loại sa thạch màu đỏ. CRM có thể sử dụng cho Địa tầng từ tính.

### Từ hóa dư hóa sinh
Phần lớn phản ứng hóa học là của tự nhiên. Tuy nhiên có một dạng đặc biệt là một số vi khuẩn nhóm Magnetotactic bacteria có cấu trúc màng kín giàu chất sắt trong tế bào chất tạo ra magnetosome chứa vài chục hạt cỡ 0,1 μm của magnetit FeIII2FeIIO4 hoặc greigit FeIII2FeIIS4 được bao bọc bởi một lớp lipid kép. Các hạt sinh học này này lắng đọng trong trầm tích. Có thể coi nguồn gốc chúng là sinh học (Biomagnetism), hóa học, hay mảnh vụn - lắng đọng.
Chúng không đủ tạo ra dị thường từ, nhưng là dấu vết có ý nghĩa quan trọng trong nghiên cứu địa tầng và Cổ địa từ.

### Từ hóa dư đẳng nhiệt
Từ hóa dư đẳng nhiệt (IRM, Isothermal remanent magnetization) xảy ra ở nhiệt độ cố định, nhưng có xảy ra sự kiện từ trường cục bộ mạnh, vi dụ sét đánh, hay có nam châm đưa lại gần làm từ hóa lại vật liệu. Phân biệt từ hóa sét đánh là cường độ cao và thay đổi nhanh chóng theo các hướng ở tầm cm. Trong khoan thăm dò IRM thường xảy ra do từ trường của ống đầu khoan làm từ hóa lõi khoan.
IRM không dùng được cho nghiên cứu cổ địa từ, mà thực tế là nhiễu loạn.